# Geesinkorchis alaticallosa
Geesinkorchis alaticallosa är en orkidéart som beskrevs av De Vogel. Geesinkorchis alaticallosa ingår i släktet Geesinkorchis och familjen orkidéer. Inga underarter finns listade i Catalogue of Life.